# Порчальма
Порчальма (угор. Porcsalma) — селище (надькьожег) в медьє Саболч-Сатмар-Берег в Угорщині. Селище займає площу 31,10 км² з 2581 жителями станом на 1 січня 2010 року.
Найближчі населені пункти — селища Екерітофюльпеш, Тьюкод і село Патьод. Північніше селища протікає річка Сомеш.